# Uitbarsting van de Vesuvius in 79
De uitbarsting van de Vesuvius in 79 is de uitbarsting van de vulkaan de Vesuvius in het jaar 79 n.Chr. waarbij de steden van Pompeï en Herculaneum werden vernietigd. Door het ooggetuigenverslag van Plinius de Jongere is er veel bekend over deze ramp.

## Datum
Aan de hand van de brief van Plinius de Jongere aan Tacitus werd lang aangenomen dat de uitbarsting had plaatsgevonden op 24 en 25 augustus in het jaar 79 n.Chr. Er waren al langer twijfels over de datum van de brief, aangezien het origineel niet bewaard is gebleven. Door verschillende archeologische opgravingen door de jaren heen, zoals het vinden van bepaalde soorten bessen en onderzoek naar het gebruik van kachels, werden er steeds meer vraagtekens gezet bij de datum van 24 augustus. Volgens deze onderzoeken was het onmogelijk dat de uitbarsting in de zomer had plaatsgevonden. In oktober 2018 werd er een doorbraak gedaan door archeologen, na het vinden van een houtskooltekst van een uitgave die een Romeinse gezinshoofd aan het bijhouden was. In deze tekst stond ook een datum: 17 oktober 79 (omgerekend naar de huidige kalender). Hierdoor gaan sommige onderzoekers er nu vanuit dat de uitbarsting plaatsvond op 24 oktober.

## Aanloop
Zeventien jaar voor de uitbarsting van de Vesuvius vond er in 62 een zware aardbeving plaats rondom de berg. Deze aardbeving zorgde voor veel schade in de plaatsen aan de Baai van Napels en met name de stad Pompeï had geleden onder de aardbeving. Veel van de schade die de stad had geleden was in 79 nog niet hersteld. Twee jaar na de eerste aardbeving vond een tweede plaats, ditmaal een van een kleinere schaal. Zowel Suetonius als Tacitus maakten hier melding van.
De inwoners van de regio raakten op den duur gewend aan de aardbevingen die voorkwamen. Plinius de Jongere schreef erover dat: "ze niet specifiek alarmerend waren, omdat ze veelvuldig voorkwamen in Campanië." Vanaf 20 oktober 79 begonnen er aardschokken die in hevigheid en in aantal toenamen richting de vierentwintigste.

## Uitbarsting

Op deze kaart is het bereik van de uitbraak uit 79 van de Vesuvius weergegeven. Op de kaart staan de huidige kustlijnen.

In totaal heeft de uitbarsting van de Vesuvius twee dagen geduurd. Omstreeks een uur na de middag barstte de vulkaan uit op 24 oktober. Al in de ochtend was de berg gaan roken. Bij de uitbarsting kwam er in eerste instantie veel as vrij die de omgeving bedekte. In de nacht die er op volgde of in de ochtend van 25 oktober kwam de pyroclastische stroom van de vulkaan vrij. Deze wisten zelfs de plaats Misenum te bereiken. In de avond van de tweede dag was de uitbraak voorbij. Door de uitbraak kampte een groot deel van Midden-Italië met stofregens.

### Onderzoek
In 1982 is er voor het eerst goed onderzoek gedaan naar de uitbarsting in 79. De IJslandse vulkanologen Haraldur Sigurdsson en Stanford      Cashdollar constateerden samen met de Engelse Robert Stephen John Sparks dat de uitbarsting in twee verschillende fases plaatsvond. De eerste achttien tot twintig uur was er sprake van een Plinische eruptie waarbij het puimsteen regende. Deze fase werd opgevolgd door de Pelée-type eruptie waarbij de pyroclastische stromen vrijkwamen. Twee van deze golven wisten Pompeï te bereiken.

## Slachtoffers

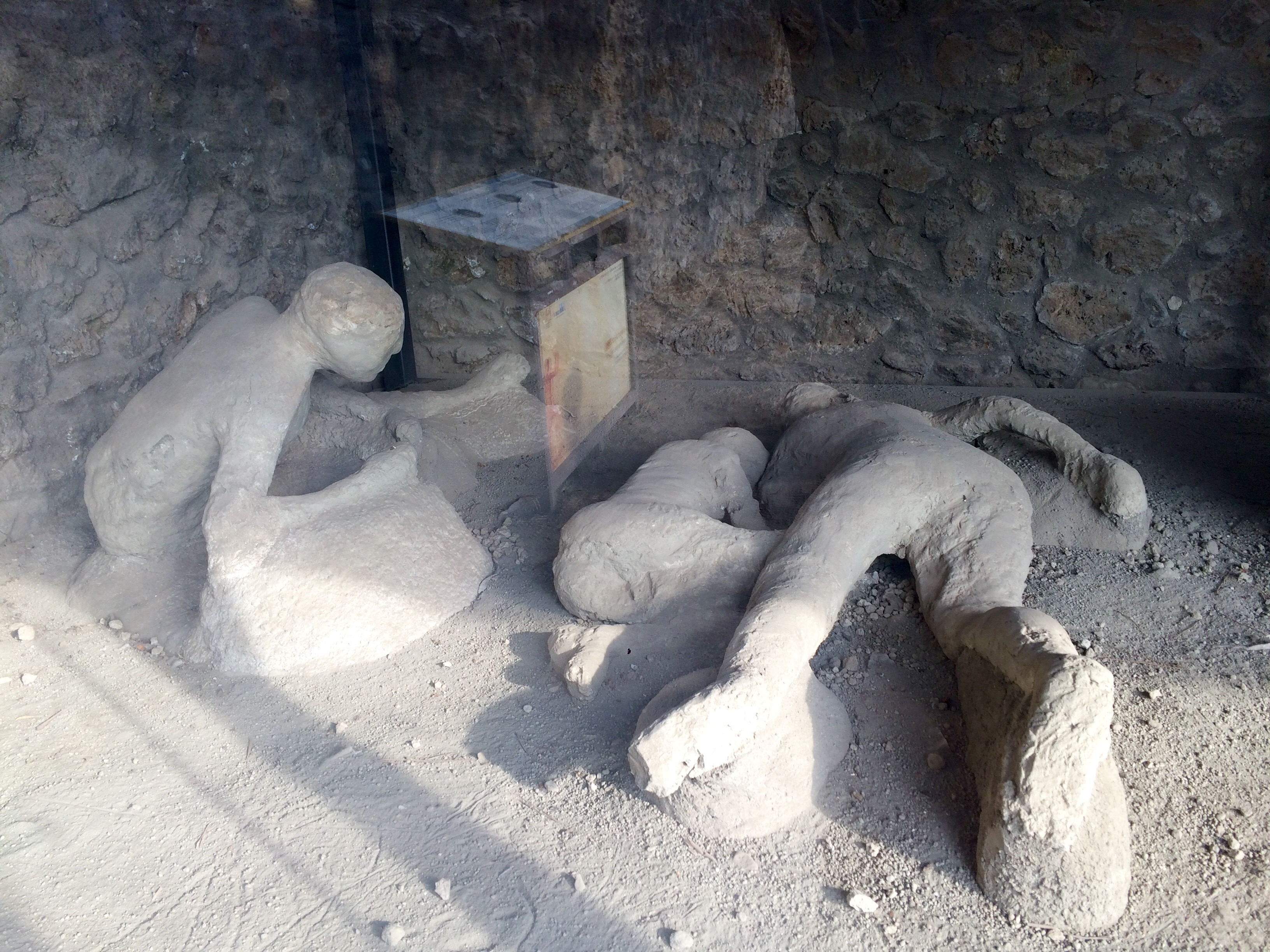
Afgietsels van drie slachtoffers

Tijdens de uitbraak van de Vesuvius kwam Plinius de Oudere om. Hij was als marinecommandant gelegerd in Misenum en bij de uitbraak van de vulkaan zeilde hij uit om de bewoners van Stabiae te redden en om aldaar onderzoek te doen. Er zijn verschillende theorieën omtrent zijn dood; doordat hij langere tijd in verontreinigde lucht verbleef en leed aan astma zou hij gestikt kunnen zijn, maar ook een hartaanval wordt niet uitgesloten geacht.
Bij de uitbraak van de Vesuvius kwamen ook Drusilla, een dochter van Herodes Agrippa I, en haar zoon om. Naar verluidt zijn er tijdens de uitbarsting in 79 zo'n 16.000 mensen omgekomen in Pompeï en Herculaneum. Rond 2003 zijn er 1044 afgietsels gemaakt van de indrukken van de lichamen in de as die waren gevonden in en rond Pompeï.

## Historische betekenis
Doordat de steden Pompeï en Herculaneum bij de uitbraak van de Vesuvius werden bedolven onder de lava en de as bleven de steden goed geconserveerd. Doordat de beloofde hulp van keizer Titus uitbleef, raakten de steden in de vergetelheid en werden de steden pas in de 18e eeuw herontdekt. Voor de archeologen die in de steden aan de slag gingen bleek de ontdekking van Pompeï en Herculaneum een zegen te zijn. Door de goede geconserveerde status van de steden kregen de archeologen veel inzicht in het leven van de Romein tijdens de hoogtijdagen van het Romeinse Keizerrijk.